# Palácio dos Desportos de Torres Novas
Il Palácio dos Desportos de Torres Novas è un palazzetto dello sport della città di Torres Novas in Portogallo. Ha una capienza di 1800 posti. 

## Eventi ospitati
- Final Four CERH Champions League 2005-2006